# Stol
Een stol is een luxe brood. Hoofdbestanddelen zijn deeg, rozijnen en amandelspijs. Van oorsprong is het een vruchtbaarheidssymbool. Ze worden vooral in Nederland en Duitsland gegeten, maar mede dankzij de verkoop ervan door de (Duitse) supermarkten Aldi en Lidl (rond de kerst) is dit ook in de buurlanden ingeburgerd geraakt. Omdat de lekkernij traditioneel vooral rond Kerstmis en Pasen wordt gegeten, wordt deze vaak kerststol of paasstol genoemd, ook pinksterstol komt voor. De handel gebruikt ook wel de term feeststol.
Zowel de term alsmede de broodsoort zelf is Duits van oorsprong. De vroegste schriftelijke vermelding in Nederland betreft een zogenoemde Thüringer Weihnachtsstollen in een 'Leeuwarder Courant' van 1890, waarna de Nederlandse versie in een 'Nieuwe Rotterdamsche Courant' uit 1929 als Kerststol verschijnt. Het Duitse woord Stollen werd in het Nederlands opgevat als een meervoudsvorm. Het woord is waarschijnlijk afkomstig van het woord voor een mijnstrook, maar misschien was ook het Oost-Middel-Duitse woord Stolle (een broodje) van invloed.
Productbestanddelen die naast de hoofdingrediënten gebruikt (kunnen) worden zijn eieren, boter, vanillesuiker, kaneel, kardemom, gesnipperde sukade en gedroogde sinaasappelschil. De stol wordt soms bedekt met witte poedersuiker of met amandelschaafsel.

## Suriname
In Suriname wordt op grote schaal Surinaams kerst- en paasbrood gegeten. Dit is net even anders dan traditioneel Duits/Hollands kerstbrood, iets lichter, zoeter en rijker gevuld.